# Hellcity 13 (album)
Hellcity 13 is het eerste album van Hellcity 13, en is uitgebracht op 24 oktober 2007.

## Tracklist
1. "In Love With Love"
2. "American Psycho"
3. "One By One "
4. "Shortcut To Hell"
5. "Masquerade"
6. "Dead End"
7. "In Your Eyes"
8. "Is Anybody Out There"
9. "Yesterday's News"
10. "My World Has Stopped"